# エース・レコード (イギリス)
エース・レコード（Ace Records Ltd.）は、1978年に設立されたイギリスの独立系レコードレーベル。当初は、ミシシッピ州にあった同名のレーベルから、イギリスにおける名称の使用許可を得ただけだったが、後にはその音源の出版権も取得した。

## 沿革
エース・レコードは、チジック・レコードを1975年に創設し、経営にあたっていたロジャー・アームストロング (Roger Armstrong)、テッド・キャロル (Ted Carroll)、トレヴァー・チャーチル (Trevor Churchill) の3人によって、チジック傘下でおもにリイシューを扱うサブレーベルとして設立された。1978年にチジック・レコードのポップ系の音源の配給がEMIにライセンスされるようになったため、エース・レコードはライセンシングとリイシューに注力するレーベルとなった。
1980年代には、モダン・レコードや、その後継であるケント・レコードのライセンス権を獲得し、1990年代には両レーベルを、すべてのオリジナルのマスター・テープ（原盤）も含め、レーベルごと買収した。
1983年にチジック・レコードが活動停止となった後、その原盤権はエース・レコードの所有するところとなっている。

## 傘下のレーベル
エース・レコード傘下のおもなレーベルには以下のようなものがある。
- エース・レコード (Ace Records) - 設立時から続く唯一のレーベルで[5]、リイシューのレーベルであり、エース・レコード (アメリカ合衆国)の音源も扱っている。ジャンルは、ロックンロール、ロカビリー、リズム・アンド・ブルース、ブルース、ケイジャン音楽、1950年代・1960年代のポップス。広く知られたシリーズに、「The Golden Age of American Rock 'N' Roll」、「Early Girls」、「Teen Beat」、「Radio Gold」などがある。
- Beat Goes Public - レアおよびクラシック・ファンク
- Big Beat - 1960年代のロックンロールとポップ
- Globe Style - ワールドミュージック
- ケント・レコード - ノーザン・ソウル（英語版）、ディープ・ソウル
- Kicking Mule - ギター音楽（ステファン・グロスマン（英語版）、ボブ・ブロズマン、バート・ヤンシュ）
- Southbound Records - 1970年代のソウル、ファンク（ミリー・ジャクソン（英語版）、ファットバック、シルヴェスター、ジョー・サイモン（英語版））
- Westbound Records - ファンク、ソウル（ファンカデリック、オハイオ・プレイヤーズ、デトロイト・エメラルズ（英語版））

## おもなアーティスト
- Albert Washington
- アレックス・チルトン（英語版）
- アーサー・アレキサンダー
- B.B.キング
- ザ・ベルモンツ（英語版）
- バーナード・パーディ
- Big Joe Louis & His Blues Kings
- ビッグ・ママ・ソーントン
- ビッグ・タウン・プレイボーイズ（英語版）
- ザ・ビショップス（英語版）
- ブラックバーズ（英語版）
- ボブ・リンド（英語版）
- ボビー・フリーマン（英語版）
- ブッカー・T&ザ・MG's
- ブレンダ・リー
- ブラザー・ジャック・マクダフ
- バディ・ガイ
- バフィ・セント＝マリー（英語版）
- Caesar Frazier
- キャンディ・ステイトン
- ザ・チャンプス（英語版）
- チェット・ベイカー
- チョコレート・ウォッチバンド
- チャック・ヒギンズ（英語版）
- チャック・ジャクソン（英語版）
- ザ・コーデッツ
- カウント・ビショップス（英語版）
- カントリー・ジェントルメン（英語版）
- カントリー・ジョー・アンド・ザ・フィッシュ（英語版）
- カントリー・ジョー・マクドナルド
- ザ・カウンツ（英語版）
- ザ・クランプス
- ダムド
- ダン・ペン
- ダナ・ガレスピー（英語版）
- ダロンド（英語版）
- Darrow Fletcher
- ディーン・フリードマン（英語版）
- デルフォニックス
- デトロイト・エメラルズ（英語版）
- ディオン・ディムチ
- ドク・ワトソン
- Don Julian & The Larks
- ドナ・ハイタワー（英語版） - RPMレコード（英語版）音源
- ドリス・デューク（英語版）
- Dyke & The Blazers
- エディ・コクラン
- エリック・アンデルセン（英語版）
- エタ・ジェイムス
- エヴァリー・ブラザース
- ザ・ファンタスティック・フォー（英語版）
- ファットバック・バンド
- ファッツ・ドミノ
- ザ・ファイアボールズ（英語版）
- ファイヴ・ロイヤルズ（英語版）
- フローラ・プリム
- フレディ・キング
- ファッグス
- ファンク・インク（英語版）
- ファンカデリック
- ジョージ・ジャクソン（英語版）
- ハダ・ブルックス（英語版）
- ハーブ・ハーデスティ
- イアン&シルヴィア（英語版）
- イアン・タイソン（英語版）
- イドリス・ムハマド（英語版）
- アイク・ターナー
- アイケッツ（英語版）
- インプレッションズ
- アーマ・トーマス
- アイザック・ヘイズ
- アイヴァン・"ブガルー・ジョー"・ジョーンズ（英語版）
- アイヴォリー・ジョー・ハンター（英語版）
- Jackie Day
- ジャッキー・デシャノン
- ジャッキー・リー（英語版）
- ジェイムス・カー
- ジェームス・テイラー・カルテット（英語版）
- ジャン＝ジャック・ペリー
- ジェリー・コール（英語版）
- ジェリー・ジェフ・ウォーカー
- ジェリー・リー・ルイス
- ジェシー・ベルヴィン（英語版）
- Jimmy Gilmer - The Fireballs のリーダー
- ジミー・ヒューズ
- ジミー・ルイス（英語版）
- ジミー・ラッシング（英語版）
- ジミー・ウィザースプーン（英語版）
- ジョーン・バエズ
- ジョー・ヒューストン（英語版）
- ジョー・サイモン
- ジョー・テックス
- ジョン・フェイヒー（英語版）
- ジョン・P・ハモンド
- ジョン・リー・フッカー
- ジョニー・テイラー（英語版）
- ジョニー・"ギター"・ワトソン
- ジョニー・モープド
- ジョニー・オーティス（英語版）
- ジョニー・ティロットソン
- ジュニア・ウェルズ
- キング・カーティス
- ラリー・コリエル
- ラリー・ウィリアムズ
- レイジー・レスター
- リー・ヘイズルウッド
- リアム・クランシー（英語版）
- ライトニン・ホプキンス
- ライトニン・スリム
- リンク・レイ
- リトル・ミルトン
- リトル・リチャード
- リトル・ウィリー・ジョン
- リトル・ウィリー・リトルフィールド（英語版）
- ロニー・マック（英語版）
- ルー・ジョンソン（英語版）
- ローウェル・フルスン
- ルーサー・イングラム
- マッド・ラッズ（英語版）
- Makin' Time
- マンハッタンズ（英語版）
- マキシン・ブラウン（英語版）
- メル・パウエル
- エルヴィン・スパークス（英語版）
- メテオーズ（英語版）
- マイク・ブルームフィールド
- Thee Milkshakes - ビリー・チャイルディッシュ（英語版）が所属したバンド
- ミリー・ジャクソン
- ミシシッピ・ジョン・ハート
- マザー・アース
- モーターヘッド
- ザ・ニュービーツ（英語版）
- オデッタ
- オハイオ・プレイヤーズ
- オレゴン
- オーティス・レディング
- The Ovations Featuring Louis Williams
- The Pazant Brothers
- ピー・ウィー・クレイトン（英語版）
- フィル・オクス（英語版）
- プラターズ
- プレジャー（英語版）
- ザ・プリズナーズ（英語版）
- プチョ&ザ・ラテン・ソウル・ブラザース（英語版）
- ザ・ラジエーターズ・フロム・スペース
- レディオスターズ
- レイショナルズ（英語版）
- リチャード・ファリーニャ
- ランブリン・ジャック・エリオット
- レパラータ・アンド・ザ・デルロンズ（英語版）
- リチャード・ベリー（英語版）
- リッキー・ネルソン
- ロビー・バショウ（英語版）
- ロッキー・シャープ（英語版）
- The Roomates
- ロイ・ブラウン（英語版）
- ロイ・ホーキンズ（英語版）
- ルーファス・トーマス
- The Rumblers
- S.O.U.L.（英語版）
- サム・クック/ソウル・スターラーズ（英語版）
- サム・ディーズ（英語版）
- サンディ・ネルソン（英語版）
- スクリーミング・ロード・サッチ
- ザ・シーズ
- シレルズ
- The Solarflares
- ザ・ソニックス
- サイド・エフェクト（英語版）
- スキップ・ジェイムス（英語版）
- スリム・ハーポ
- スモーキー・ホッグ（英語版）
- スニッフ・アンド・ザ・ティアーズ
- ソウル・チルドレン
- ソニー・フィリップス
- スペンサー・ウィギンス
- スタンデルズ
- スタンレー・ブラザーズ
- ザ・ステイプル・シンガーズ
- ストリング・アロングス（英語版）
- シルヴェスター
- 寺内タケシ
- テリー・キャリアー（英語版）
- トム・パクストン（英語版）
- The Two Things In One - マイケル・ジェフリーズ (歌手)（英語版）が所属したバンド
- U.S. Music With Funkadelic - ユナイテッド・ソウル (United Soul) とファンカデリックの共作
- ザ・ベンチャーズ
- ウェイラーズ
- ウォルター・ジャクソン（英語版）
- ワンダ・ジャクソン（英語版）
- ウィーバース（英語版）
- The Wheels
- Whirlwind
- ウィリアム・ベル
- ウィリー・デヴィル（英語版）
- ワイノニー・ハリス（英語版）